# 욘 가브리엘 보르크만

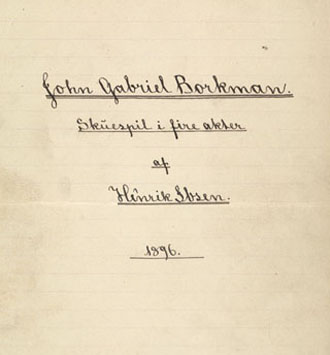

욘 가브리엘 보르크만(John Gabriel Borkman)은 노르웨이의 극작가 헨리크 입센이 1896년에 쓴 희곡이다.
젊은 시절 부와 명예만을 좇았던 욘 가브리엘 보르크만은 사업에 실패한 뒤 스스로를 다락방에 유폐하고 두문불출한다. 그를 각성시킨 건 아들 에르하르트다. 에르하르트가 자신의 삶을 찾겠다고 선언하고 떠난 뒤 다락방을 탈출한 보르크만은 자신의 꿈과 이상이 묻힌, 눈보라치는 숲으로 향한다.
에드바르드 뭉크는 작품의 염세적이고 비관적인 세계관에 매료되어 ‘밤의 방랑자’라는 제목을 붙인 자화상에서 자신을 보르크만과 동일시하기도 했다.

## 내용
광부의 아들이었던 욘 가브리엘 보르크만은 사업적으로 승승장구하다 불미스런 사건에 휘말려 직위를 잃고 수감된다. 출옥 후에는 다락방에서 은둔하며 수감 생활과 다를 바 없는 삶을 이어 간다. 밤늦도록 다락방을 어슬렁대는 그의 발소리가 집 안 전체를 죽음의 분위기로 몰아넣는다. 입센은 제한된 공간에서 과거의 영광에 갇혀 지내는 보르크만의 현실을 우회적인 방식으로 표현했다. 그리고 그 이면엔 철저한 고독 속에서 글쓰기와 상상의 유희에 몰두했던 작가 자신의 모습을 검춰 두었다.
보르크만의 분신이라고도 할 수 있는 에르하르트는 죽음의 분위기가 지배하는 집을 벗어나 삶에 활력을 찾고자 한다. 명예 회복을 위해 아들을 이용하려는 어머니(군힐), 조카에게서 실패한 사랑을 보상받고 싶어 하는 이모(엘라), 아들에게 힘의 위계를 각인시키려는 아버지(보르크만)는 에르하르트의 젊음과 열정을 조금씩 갉아먹고 있었다. 에르하르트를 자기 곁에 두려는 세 사람의 경쟁은 점차 치열해지지만 누구도 자신의 삶을 살겠다는 에르하르트의 의지를 꺾지 못한다. 에르하르트의 도전은 보르크만을 각성시키며, 집 전체에 무겁게 내리깔린 죽음의 분위기에도 균열을 일으킨다.
입센은 후기 작품에서 주로 삶과 예술에 대한 성찰과 고민을 드러낸다. 거기에는 예외 없이 젊은 시절 빛나는 성취를 이루었지만 점점 쇠락해 가는 만년의 예술가, 열정과 패기로 상기된 청년이 함께 등장한다. 신구의 대립과 갈등은 빛나는 이상과 예술, 그렇지 못한 삶 사이의 괴리를 드러낸다. 그런 점에서 ＜욘 가브리엘 보르크만＞과 ＜건축가 솔네스＞는 많이 닮았다. 만년의 예술가는 이제 절대 천진하게 이상을 좇고 순수하게 예술에 심취했던 눈부신 한때로 돌아갈 수 없다. 입센은 그걸 잘 알았고, 거의 모든 작품에서 이런 비관론과 염세주의를 표출했다. ＜욘 가브리엘 보르크만＞은 그중에서도 특히 입센의 세계관이 현저한 작품이라 할 수 있다.
＜욘 가브리엘 보르크만＞은 1897년 1월 10일 핀란드 헬싱키의 수오말라이엔 테아테리(Suomalaien Teatteri)와 스웨덴의 스벤스카 테아테른(Svenska Teatern)에서 초연되었다. 이후 1897년 한 해 동안 유럽 각지에서 공연이 이어졌다. 1월 25일엔 노르웨이 크리스티아니아에서, 그리고 1월 31일엔 덴마크 코펜하겐에서 대중과 만났다. 독일에서는 프랑크푸르트를 시작으로 전국에서 공연되었는데 어떤 이유에서인지 이따금 검열의 대상이 되곤 했다.
오늘날 ＜욘 가브리엘 보르크만＞은 입센의 후기 희곡 중에서도 비교적 꾸준히 무대에 오르는 작품으로 분류된다. 또한 유럽과 미국에서는 그 역사적·사회적 시의성과 관련해 공연 기간 내내 화제를 불러일으키는 작품으로 정평이 나 있다. 애석하게도 한국에서의 공연과 출판 기록을 찾기는 어렵다. 이제야 원작에 충실한 번역과 최신 연구 결과가 반영된 전문적이고 심층적인 해설을 통해 ＜욘 가브리엘 보르크만＞을 본격적으로 소개할 수 있게 되었다.